# Anita Spring
Anita Spring (* 26. Juni 1965 in Bundaberg, heute Anita Palm) ist eine australische Beachvolleyballspielerin.

## Karriere
Spring spielte ihre ersten internationalen Turniere 1992/93 mit Jacqui Vukosa. Bei den Open-Turnieren in Almería und Rio de Janeiro erreichte das Duo die Ränge fünf und sechs. Anschließend trat Spring mit Natalie Cook an. Auf der World Tour waren Cook/Spring immer in den Top Ten vertreten. Sie erreichten bei den Open-Turnieren und dem Grand Slam in Carolina Platzierungen zwischen fünf und sieben; beim letzten gemeinsamen Turnier in Santos wurden sie Neunte.
1995 bildete Spring ein Duo mit Liane Fenwick. Zum Auftakt kamen Fenwick/Spring in La Serena auf den siebten Rang. Es folgten unter anderem zwei neunte Plätze bei Open-Turnieren in den USA sowie ein erneuter siebter Platz in Espinho. Beim Turnier in Brisbane verbesserten sie sich auf den fünften Rang. 1996 nahmen Fenwick/Spring an den Olympischen Spielen in Atlanta teil. Nach einem Auftaktsieg gegen die Japanerinnen Fujita/Takahashi mussten sie sich den späteren Goldmedaillengewinnerinnen Sandra Pires und Jackie Silva (Brasilien) geschlagen geben. Auf der Verlierer-Seite besiegten sie erst das britische Duo Cooper/Glover und schieden dann gegen die US-Amerikanerinnen Fontana/Hanley aus; damit beendeten sie das Turnier auf dem siebten Rang.
Anita Palm ist seit 2013 Vizepräsidentin im Australischen Volleyballverband und Mitglied der Hall of Fame des australischen Volleyballs.